# Assemblea Nacional Armènia
L'Assemblea Nacional Armènia (armeni Ազգային Ժողով Azgayin Zhoghov) és l'assemblea legislativa de la República d'Armènia.

## Història
Fins a la promulgació de la Hatt-i Sharif de 1839, el Patriarca Armeni de Constantinoble i els seus clients, dins de certs límits, tenia autoritat sobre el poble armeni dins l'Imperi Otomà. El primer pas a l'activitat parlamentària constitucional, encara en el segle xix, es va iniciar amb la Constitució Nacional Armènia de 1860 a l'Imperi Otomà. D'acord amb aquest particular document constitucional l'Assemblea Nacional d'Armènia (dins l'Imperi Otomà) va començar a celebrar les seves reunions amb 140 membres. Tenia competències sobre l'activitat domèstica dels armenis de l'Imperi Otomà, així com altres qüestions nacionals, religioses, educatives i culturals.
La revolució russa de febrer de 1917 causà profundes transformacions i canvis sociopolítics a l'Armènia russa. Es van dur a terme els primers passos cap a la democratització de la República Democràtica d'Armènia. La vida nacional es va despertar i consciència nacional va créixer a través dels Consells Nacionals Armenis que van establir el Congrés dels armenis d'Armènia Oriental. A iniciativa dels partits polítics armenis, principalment la Federació Revolucionària Armènia, es va convocar el Congrés Nacional d'Armènia a finals de setembre i principis d'octubre de 1917. El congrés es va celebrar a Tbilisi va reunir 203 delegats i va declarar la primera República d'Armènia.

## Actualment
L'Assemblea Nacional és un òrgan unicambral. Consta de 131 membres, elegits per mandats de quatre anys: 56 membres en circumscripcions d'un sol escó i 75 per representació proporcional. Els escons de representació proporcional a l'Assemblea Nacional s'assignen a una llista de partits entre els partits que rebin almenys el 5% del total del nombre dels vots. L'actual portaveu de l'Assemblea Nacional és Hovik Abrahamian des de les eleccions parlamentàries armènies de 2007. El seu predecessor va ser el Soviet Suprem.

## Presidents del Soviet Suprem (1938-1990)
- Khachik Hakobdjanian 1938-1943
- Aghasi Sargsian 1943-1944
- Simak Sahakian 1944-1961
- Edward Toptchian 1961-1971
- Rouben Parsamian 1971-1972
- Artsrun Gasparian 1972-1975
- Sergey Hambardzumian 1975-1980
- Samson Tonotyan 1980-1990

## Presidents del Consell Suprem
- Levon Ter-Petrossian 4 d'agost de 1990 - 11 de novembre de 1991
- Babken Ararktsyan 24 de desembre de 1991 - 27 de juliol de 1995

## Portaveus de l'Assemblea Nacional
- Babken Ararktsyan 27 de juliol de 1995 - 4 de febrer de 1998
- Khosrov Haroutyounyan 4 de febrer de 1998 - 11 de juny de 1999
- Karen Demirchyan 11 de juny de 1999 - 27 d'octubre de 1999
- Armen Khachatryan 2 de novembre de 1999 - 12 de juny de 2003
- Artur Baghdasaryan 12 de juny de 2003 - 1 de juny de 2006
- Tigran Torosyan 1 de juny de 2006 - 26 de setembre de 2008
- Hrayr Karapetyan (interí) 26 de setembre de 2008 - 28 de setembre de 2008
- Hovik Abrahamian 28 de setembre de 2008 -